# Christian Samwald

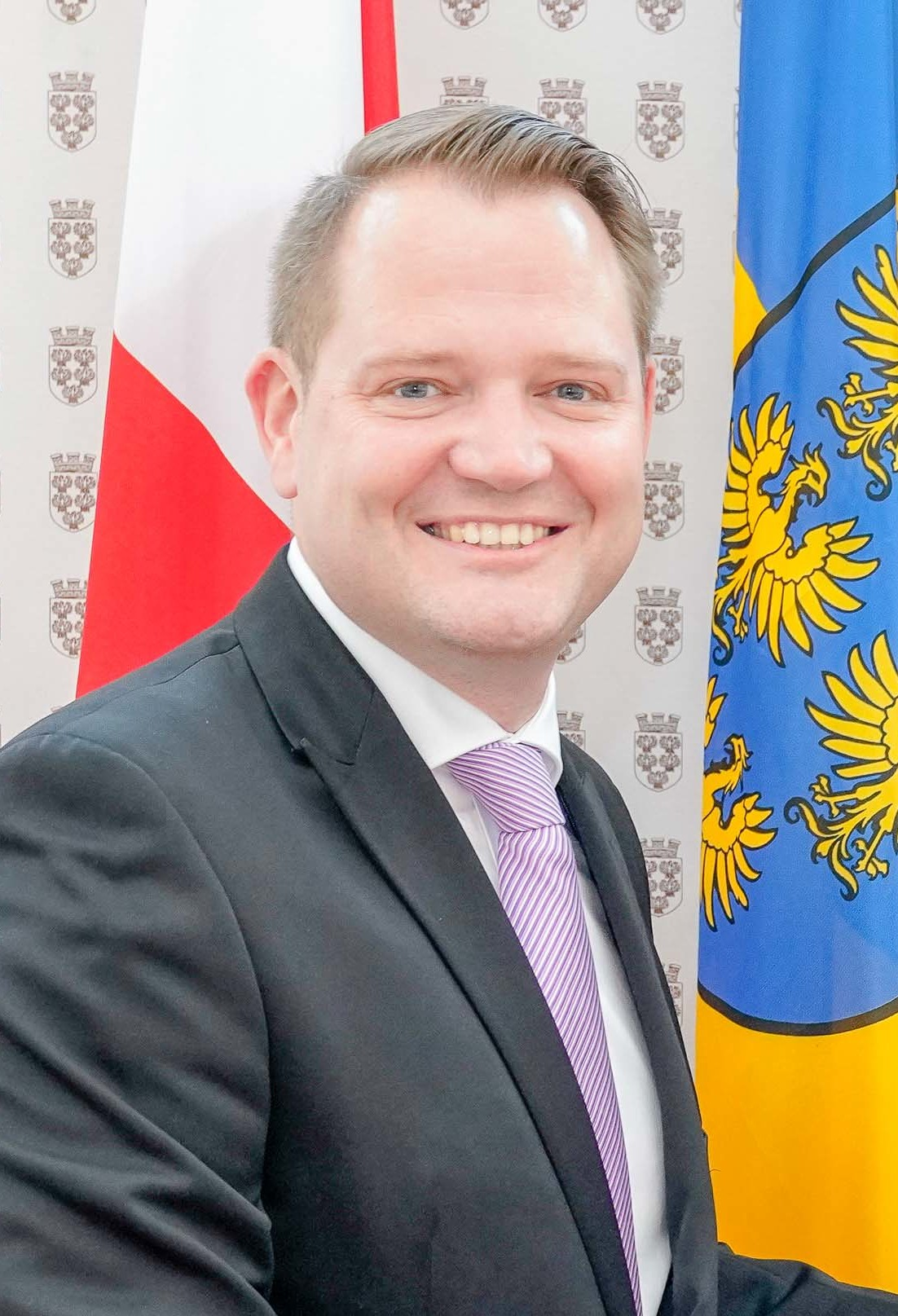
Christian Samwald (2018)

Christian Samwald (* 10. Juni 1980 in Neunkirchen, Niederösterreich) ist ein österreichischer Jurist und Politiker der Sozialdemokratischen Partei Österreichs (SPÖ). Er wurde am 22. März 2018 als Abgeordneter zum Landtag von Niederösterreich angelobt und am 21. Mai 2024 zum Bürgermeister von Ternitz gewählt.

## Leben

### Ausbildung und Beruf
Christian Samwald wurde als Sohn des Ternitzer Bürgermeisters und Abgeordneten zum Nationalrat, Franz Samwald, geboren. Er besuchte nach der Volksschule in Pottschach das Bundesgymnasium und Bundesrealgymnasium Neunkirchen, wo er 1998 maturierte. Nach Ableistung des Präsenzdienstes an der Theresianischen Militärakademie in Wiener Neustadt begann er ein Studium der Rechtswissenschaften an der Universität Wien, das Studium schloss er 2006 als Magister ab. 2006 absolvierte er auch das Gerichtsjahr am Bezirksgericht Neunkirchen und am Landesgericht Wiener Neustadt.

### Politik
Von 2000 bis 2010 war er Mitglied des Gemeinderates der Stadtgemeinde Ternitz, wo er anschließend bis Jänner 2013 als Stadtrat fungierte. Am 28. Jänner 2013 wurde er als Nachfolger von Karl Reiterer zum Vizebürgermeister der Stadtgemeinde Ternitz gewählt, Bürgermeister ist seit 2004 Rupert Dworak. Von März 2007 bis März 2018 war Samwald Klubdirektor-Stellvertreter im Landtagsklub der SPÖ Niederösterreich. Am 22. März 2018 wurde er in der konstituierenden Landtagssitzung der XIX. Gesetzgebungsperiode als Abgeordneter zum Landtag von Niederösterreich angelobt, wo er als Klubobmann-Stellvertreter sowie Sprecher für Baurecht, Bautechnik, Wasser und Wasserwirtschaft fungiert.
Nach der Landtagswahl in Niederösterreich 2018 gab Rupert Dworak seinen Rücktritt als Landtagsabgeordneter bekannt. Christian Samwald übernahm mit 28. Juni 2018 das Direktmandat von Dworak, auf das dadurch frei werdende Mandat von Samwald rückte René Pfister nach. Im Februar 2020 wurde bekannt, dass Samwald Rupert Dworak als SPÖ-Bezirksparteichef im Bezirk Neunkirchen nachfolgen soll. Ursprünglich sollte die Wahl auf der Bezirkskonferenz am 3. April 2020 erfolgen, aufgrund der COVID-19-Pandemie wurde diese zunächst auf den 16. Oktober 2020 verschoben. Am 25. Juni 2021 wurde Samwald bei der Bezirksparteikonferenz in der Stadthalle Ternitz mit 144 von 144 möglichen Stimmen zum  Neunkirchner SPÖ-Bezirksparteichef gewählt. Stellvertretende Vorsitzende wurden Sylvia Kögler, Andrea Kahofer und Gerlinde Metzger.
Nach der Landtagswahl 2023 wurde er als Klubobmann-Stellvertreter im SPÖ-Landtagsklub bestätigt, Klubobmann wurde Hannes Weninger.
Ende März 2024 gab Rupert Dworak seinen Rückzug als Bürgermeister mit 11. Mai 2024 bekannt. Samwald wurde als sein Nachfolger designiert und am 21. Mai 2024 einstimmig zum Bürgermeister gewählt. Nach den Gemeinderatswahlen in Niederösterreich 2025, bei der die SPÖ die Zweidrittelmehrheit hielt, wurde er im Februar 2025 einstimmig von den 37 Gemeinderäten als Bürgermeister bestätigt. Im April 2025 folgte er Gerhard Windbichler als Obmann des Schwarza-Wasserverbandes nach.